# 1. Fußball-Club Kaiserslautern 2020-2021
Questa voce raccoglie le informazioni riguardanti il 1. Fußball-Club Kaiserslautern nelle competizioni ufficiali della stagione 2020-2021.

## Stagione
Nella stagione 2020-2021 il Kaiserslautern, allenato da Boris Schommers, Jeff Saibene e Marco Antwerpen, concluse il campionato di 3. Liga al 14º posto. In Coppa di Germania il Kaiserslautern fu eliminato al primo turno dal Jahn Ratisbona.

## Rosa
| N. |                      | Ruolo | Calciatore        |
| -- | -------------------- | ----- | ----------------- |
| 1  | Germania (bandiera)  | P     | Avdo Spahic       |
| 2  | Germania (bandiera)  | D     | Neal Gibs         |
| 3  | Germania (bandiera)  | D     | Marvin Senger     |
| 4  | Germania (bandiera)  | D     | Alexander Winkler |
| 5  | Germania (bandiera)  | D     | Kevin Kraus       |
| 6  | Turchia (bandiera)   | C     | Hikmet Çiftçi     |
| 7  | Germania (bandiera)  | C     | Marlon Ritter     |
| 8  | Germania (bandiera)  | C     | Nicolás Sessa     |
| 9  | Germania (bandiera)  | A     | Marvin Pourié     |
| 10 | Germania (bandiera)  | C     | Simon Skarlatidis |
| 11 | Germania (bandiera)  | A     | Kenny Redondo     |
| 13 | Germania (bandiera)  | P     | Jonas Weyand      |
| 14 | Rep. Ceca (bandiera) | D     | Adam Hloušek      |
| 15 | Germania (bandiera)  | C     | Luca Jensen       |
| 16 | Germania (bandiera)  | D     | Jean Zimmer       |
| 17 | Germania (bandiera)  | C     | Tim Rieder        |
| 18 | Marocco (bandiera)   | C     | Anas Ouahim       |
| 19 | Germania (bandiera)  | A     | Daniel Hanslik    |
| 20 | Germania (bandiera)  | D     | Dominik Schad     |

| N. |                     | Ruolo | Calciatore        |
| -- | ------------------- | ----- | ----------------- |
| 21 | Germania (bandiera) | D     | Hendrick Zuck     |
| 22 | Germania (bandiera) | C     | Marius Kleinsorge |
| 23 | Germania (bandiera) | C     | Philipp Hercher   |
| 24 | Germania (bandiera) | C     | Felix Götze       |
| 25 | Germania (bandiera) | C     | Carlo Sickinger   |
| 28 | Germania (bandiera) | D     | Lukas Gottwalt    |
| 29 | Germania (bandiera) | C     | Anil Aydin        |
| 30 | Germania (bandiera) | D     | Leon Hotopp       |
| 31 | Germania (bandiera) | P     | Lorenz Otto       |
| 32 | Germania (bandiera) | A     | Elias Huth        |
| 33 | Lituania (bandiera) | A     | Lukas Spalvis     |
| 34 | Germania (bandiera) | A     | Dylan Esmel       |
| 35 | Canada (bandiera)   | D     | André Hainault    |
| 36 | Germania (bandiera) | C     | Anas Bakhat       |
| 38 | Germania (bandiera) | D     | Lars Oeßwein      |
| 39 | Germania (bandiera) | C     | Anil Gözütok      |
| 40 | Germania (bandiera) | P     | Matheo Raab       |
| 41 | Germania (bandiera) | C     | Constantin Fath   |
| 42 | Germania (bandiera) | P     | Elija Wohlgemuth  |

## Organigramma societario
Area tecnica
- Allenatore: Marco Antwerpen
- Allenatore in seconda: Frank Döpper, Ryszard Komornicki
- Preparatore dei portieri: Sven Höh
- Preparatori atletici: Bastian Becker

## Calciomercato

### Sessione estiva
| Acquisti | Acquisti             | Acquisti        | Acquisti |
| R.       | Nome                 | da              | Modalità |
| -------- | -------------------- | --------------- | -------- |
| A        | Daniel Hanslik       | Holstein Kiel   |          |
| A        | Kenny Redondo        | Greuther Fürth  |          |
| C        | Marlon Ritter        | Paderborn       |          |
| A        | Marvin Pourié        | Karlsruhe       |          |
| C        | Tim Rieder           | Augusta         |          |
| D        | Adam Hloušek         | Viktoria Plzeň  |          |
| C        | Nicolás Sessa        | Erzgebirge Aue  |          |
| A        | Elias Huth           | Zwickau         |          |
| C        | Marius Kleinsorge    | Meppen          |          |
| D        | Alexander Winkler    | Unterhaching    |          |
| D        | José-Junior Matuwila | Rot-Weiss Essen |          |

| Cessioni | Cessioni              | Cessioni          | Cessioni |
| R.       | Nome                  | a                 | Modalità |
| -------- | --------------------- | ----------------- | -------- |
| C        | Antonio Jonjic        | Erzgebirge Aue    |          |
| D        | José-Junior Matuwila  | Petro Atlético    |          |
| C        | Manfred Starke        | Zwickau           |          |
| A        | Christian Kühlwetter  | Heidenheim        |          |
| A        | Florian Pick          | Heidenheim        |          |
| A        | Timmy Thiele          | Viktoria Colonia  |          |
| A        | Andri Rúnar Bjarnason | Esbjerg           |          |
| C        | Theodor Bergmann      | Carl Zeiss Jena   |          |
| P        | Lennart Grill         | Bayer Leverkusen  |          |
| D        | Alexander Nandzik     | Jahn Ratisbona II |          |

### Sessione invernale
| Acquisti | Acquisti      | Acquisti           | Acquisti |
| R.       | Nome          | da                 | Modalità |
| -------- | ------------- | ------------------ | -------- |
| C        | Felix Götze   | Augusta            |          |
| D        | Marvin Senger | St. Pauli          |          |
| C        | Anas Ouahim   | Sandhausen         |          |
| D        | Jean Zimmer   | Fortuna Düsseldorf |          |

| Cessioni | Cessioni        | Cessioni   | Cessioni |
| R.       | Nome            | a          | Modalità |
| -------- | --------------- | ---------- | -------- |
| C        | Janik Bachmann  | Sandhausen |          |
| C        | Mohamed Morabet | Aalen      |          |
| A        | Lucas Röser     | Türkgücü   |          |
| D        | Jonas Scholz    | Homburg    |          |

## Risultati

### 3. Liga

#### Girone di andata
| Arbitro: | Thomsen |

|  |           |         |
|  | Marcatori | 17’ Mai |

| Arbitro: | Exner |

|                                    |           |  |
| Slišković 7’, 39’ Boere 55’ (rig.) | Marcatori |  |

| Arbitro: | Jöllenbeck |

|                           |           |                         |
| Chato 8’ Tietz 34’ (rig.) | Marcatori | 79’ Bachmann 90’ Çiftçi |

| Arbitro: | Badstübner |

|            |           |            |
| Ritter 77’ | Marcatori | 7’ Boyamba |

| Monaco di Baviera 17 ottobre 2020, ore 14:00 CEST 5ª giornata | Bayern Monaco II | 0 – 0 referto | Kaiserslautern | Grünwalder Stadion (0 spett.)\| Arbitro: \| Erbst \| |
| Arbitro:                                                      | Erbst            |               |                |                                                      |

| Arbitro: | Osmanagic |

|            |           |             |
| Pourié 10’ | Marcatori | 76’ Bilbija |

| Arbitro: | Braun |

|                                     |           |                     |
| Puttkammer 25’ Guder 47’ Krüger 86’ | Marcatori | 27’ Zuck 66’ Pourié |

| Kaiserslautern 2 novembre 2020, ore 19:00 CET 8ª giornata | Kaiserslautern | 0 – 0 referto | Hansa Rostock | Fritz-Walter-Stadion (0 spett.)\| Arbitro: \| Schultes \| |
| Arbitro:                                                  | Schultes       |               |               |                                                           |

| Arbitro: | Haslberger |

|              |           |                            |
| Schikora 77’ | Marcatori | 56’ (rig.) Pourié 86’ Zuck |

| Arbitro: | Reichel |

|            |           |            |
| Pourié 48’ | Marcatori | 55’ Müller |

| Arbitro: | Benen |

|                  |           |             |
| Papadopoulos 53’ | Marcatori | 12’ Redondo |

| Arbitro: | Exner |

|            |           |  |
| Ritter 88’ | Marcatori |  |

| Arbitro: | Petersen |

|             |           |             |
| Deville 88’ | Marcatori | 59’ Redondo |

| Arbitro: | Fritsch |

|                 |           |                        |
| Pourié 89’, 90’ | Marcatori | 14’ Karweina 64’ Engin |

| Arbitro: | Lechner |

|                           |           |  |
| Hasenhüttl 50’ Greger 74’ | Marcatori |  |

| Arbitro: | Weickenmeier |

|  |           |                               |
|  | Marcatori | 6’ Neudecker 36’, 80’ Mölders |

| Arbitro: | Oldhafer |

|  |           |                        |
|  | Marcatori | 30’ Hercher 33’ Ritter |

| Kaiserslautern 9 gennaio 2021, ore 14:00 CET 18ª giornata | Kaiserslautern | 0 – 0 referto | Viktoria Colonia | Fritz-Walter-Stadion (0 spett.)\| Arbitro: \| Bacher \| |
| Arbitro:                                                  | Bacher         |               |                  |                                                         |

| Arbitro: | Ittrich |

|         |           |            |
| Taz 81’ | Marcatori | 61’ Pourié |

#### Girone di ritorno
| Arbitro: | Günsch |

|                                                 |           |                             |
| Daferner 32’ Hosiner 45’, 82’ Königsdörffer 74’ | Marcatori | 14’, 58’ Redondo 46’ Pourié |

| Kaiserslautern 26 gennaio 2021, ore 19:00 CET 21ª giornata | Kaiserslautern | 0 – 0 referto | Türkgücü | Fritz-Walter-Stadion (0 spett.)\| Arbitro: \| Winter \| |
| Arbitro:                                                   | Winter         |               |          |                                                         |

| Arbitro: | Exner |

|  |           |              |
|  | Marcatori | 68’ Lankford |

| Arbitro: | Siewer |

|  |           |                         |
|  | Marcatori | 14’ Zuck 20’ Kleinsorge |

| Arbitro: | Winter |

|             |           |             |
| Hanslik 72’ | Marcatori | 67’ Oberlin |

| Arbitro: | Stegemann |

|            |           |  |
| Butler 84’ | Marcatori |  |

| Arbitro: | Müller |

|                     |           |                              |
| Ritter 38’ Huth 59’ | Marcatori | 28’ Hemlein 47’ (rig.) Boere |

| Arbitro: | Gräfe |

|                         |           |           |
| Omladič 47’ Roßbach 90’ | Marcatori | 25’ Kraus |

| Arbitro: | Hanslbauer |

|                                 |           |                       |
| Hercher 64’ Brinkies 71’ (aut.) | Marcatori | 60’ Starke 90’ Stanić |

| Arbitro: | Lechner |

|          |           |  |
| Atik 56’ | Marcatori |  |

| Arbitro: | Bacher |

|                                  |           |          |
| Pourié 28’ Kraus 81’ Hercher 90’ | Marcatori | 63’ Boyd |

| Arbitro: | Exner |

|           |           |             |
| Akono 31’ | Marcatori | 54’ Hanslik |

| Arbitro: | Schröder |

|                  |           |           |
| Hanslik 11’, 24’ | Marcatori | 22’ Zeitz |

| Arbitro: | Weickenmeier |

|                                |           |                        |
| Götze 55’ (aut.) Kamavuaka 90’ | Marcatori | 11’ Hanslik 79’ Senger |

| Arbitro: | Storks |

|                                           |           |                       |
| Hercher 32’ Hloušek 36’ Pourié 83’ (rig.) | Marcatori | 35’ Heinrich 77’ Hain |

| Arbitro: | Günsch |

|                                         |           |  |
| Neudecker 31’ Steinhart 52’ (rig.), 69’ | Marcatori |  |

| Arbitro: | Stegemann |

|                                           |           |           |
| Hercher 14’ Götze 26’ Pourié 39’ Zuck 83’ | Marcatori | 6’ Kiprit |

| Arbitro: | Lechner |

|                              |           |                           |
| Thiele 18’, 19’ Klefisch 32’ | Marcatori | 14’, 88’ Hanslik 72’ Huth |

| Arbitro: | Osmanagic |

|             |           |             |
| Redondo 71’ | Marcatori | 64’ Rabihic |

### Coppa di Germania
| Arbitro: | Waschitzki-Günther |

|                                            |                      |                                         |
| Kraus 64’                                  | Marcatori            | 4’ Vrenezi                              |
| Kraus Hloušek Skarlatidis Pourié Sickinger | Tiri di rigore 3 – 4 | Wekesser Gimber Vrenezi Elvedi Palionis |

## Statistiche

### Statistiche di squadra
| Competizione      | Punti | In casa | In casa | In casa | In casa | In casa | In casa | In trasferta | In trasferta | In trasferta | In trasferta | In trasferta | In trasferta | Totale | Totale | Totale | Totale | Totale | Totale | DR |
| Competizione      | Punti | G       | V       | N       | P       | Gf      | Gs      | G            | V            | N            | P            | Gf           | Gs           | G      | V      | N      | P      | Gf     | Gs     | DR |
| ----------------- | ----- | ------- | ------- | ------- | ------- | ------- | ------- | ------------ | ------------ | ------------ | ------------ | ------------ | ------------ | ------ | ------ | ------ | ------ | ------ | ------ | -- |
| 3. Liga           | 43    | 19      | 5       | 11      | 3       | 24      | 21      | 19           | 3            | 8            | 8            | 23           | 31           | 38     | 8      | 19     | 11     | 47     | 52     | -5 |
| Coppa di Germania | -     | 1       | 0       | 1       | 0       | 1       | 1       | 0            | 0            | 0            | 0            | 0            | 0            | 1      | 0      | 1      | 0      | 1      | 1      | 0  |
| Totale            | 43    | 20      | 5       | 12      | 3       | 25      | 22      | 19           | 3            | 8            | 8            | 23           | 31           | 39     | 8      | 20     | 11     | 48     | 53     | -5 |

### Andamento in campionato
| Giornata  | 1  | 2  | 3  | 4  | 5  | 6  | 7  | 8  | 9  | 10 | 11 | 12 | 13 | 14 | 15 | 16 | 17 | 18 | 19 | 20 | 21 | 22 | 23 | 24 | 25 | 26 | 27 | 28 | 29 | 30 | 31 | 32 | 33 | 34 | 35 | 36 | 37 | 38 |
| --------- | -- | -- | -- | -- | -- | -- | -- | -- | -- | -- | -- | -- | -- | -- | -- | -- | -- | -- | -- | -- | -- | -- | -- | -- | -- | -- | -- | -- | -- | -- | -- | -- | -- | -- | -- | -- | -- | -- |
| Luogo     | C  | T  | T  | C  | T  | C  | T  | C  | T  | C  | T  | C  | T  | C  | T  | C  | T  | C  | T  | T  | C  | C  | T  | C  | T  | C  | T  | C  | T  | C  | T  | C  | T  | C  | T  | C  | T  | C  |
| Risultato | P  | P  | N  | N  | N  | N  | P  | N  | V  | N  | N  | V  | N  | N  | P  | P  | V  | N  | N  | P  | N  | P  | V  | N  | P  | N  | P  | N  | P  | V  | N  | V  | N  | V  | P  | V  | N  | N  |
| Posizione | 16 | 19 | 18 | 17 | 18 | 16 | 18 | 19 | 18 | 16 | 16 | 15 | 14 | 14 | 17 | 18 | 16 | 17 | 18 | 19 | 17 | 18 | 15 | 16 | 16 | 17 | 17 | 18 | 18 | 18 | 18 | 17 | 17 | 15 | 15 | 15 | 15 | 14 |

Legenda:

Luogo: C = Casa; T = Trasferta. Risultato: V = Vittoria; N = Pareggio; P = Sconfitta.

### Statistiche dei giocatori
| Giocatore      | 3. Liga  | 3. Liga | 3. Liga     | 3. Liga    | Coppa di Germania | Coppa di Germania | Coppa di Germania | Coppa di Germania | Totale   | Totale | Totale      | Totale     |
| Giocatore      | Presenze | Reti    | Ammonizioni | Espulsioni | Presenze          | Reti              | Ammonizioni       | Espulsioni        | Presenze | Reti   | Ammonizioni | Espulsioni |
| -------------- | -------- | ------- | ----------- | ---------- | ----------------- | ----------------- | ----------------- | ----------------- | -------- | ------ | ----------- | ---------- |
| A. Aydin       | 2        | 0       | 1           | 0          | 0                 | 0                 | 0                 | 0                 | 2        | 0      | 1           | 0          |
| J. Bachmann    | 14       | 1       | 5           | 1          | 1                 | 0                 | 0                 | 0                 | 15       | 1      | 5           | 1          |
| A. Bakhat      | 13       | 0       | 3           | 0          | 1                 | 0                 | 0                 | 0                 | 14       | 0      | 3           | 0          |
| D. Esmel       | 0        | 0       | 0           | 0          | 0                 | 0                 | 0                 | 0                 | 0        | 0      | 0           | 0          |
| C. Fath        | 0        | 0       | 0           | 0          | 0                 | 0                 | 0                 | 0                 | 0        | 0      | 0           | 0          |
| N. Gibs        | 0        | 0       | 0           | 0          | 0                 | 0                 | 0                 | 0                 | 0        | 0      | 0           | 0          |
| L. Gottwalt    | 0        | 0       | 0           | 0          | 0                 | 0                 | 0                 | 0                 | 0        | 0      | 0           | 0          |
| F. Götze       | 11       | 1       | 3           | 0          | 0                 | 0                 | 0                 | 0                 | 11       | 1      | 3           | 0          |
| A. Gözütok     | 10       | 0       | 1           | 1          | 0                 | 0                 | 0                 | 0                 | 10       | 0      | 1           | 1          |
| A. Hainault    | 2        | 0       | 1           | 0          | 0                 | 0                 | 0                 | 0                 | 2        | 0      | 1           | 0          |
| D. Hanslik     | 27       | 7       | 2           | 0          | 0                 | 0                 | 0                 | 0                 | 27       | 7      | 2           | 0          |
| P. Hercher     | 26       | 5       | 4           | 0          | 1                 | 0                 | 1                 | 0                 | 27       | 5      | 5           | 0          |
| A. Hloušek     | 26       | 1       | 4           | 0          | 1                 | 0                 | 0                 | 0                 | 27       | 1      | 4           | 0          |
| L. Hotopp      | 0        | 0       | 0           | 0          | 0                 | 0                 | 0                 | 0                 | 0        | 0      | 0           | 0          |
| E. Huth        | 29       | 2       | 2           | 0          | 1                 | 0                 | 0                 | 0                 | 30       | 2      | 2           | 0          |
| L. Jensen      | 2        | 0       | 0           | 0          | 0                 | 0                 | 0                 | 0                 | 2        | 0      | 0           | 0          |
| M. Kleinsorge  | 14       | 1       | 6           | 1          | 0                 | 0                 | 0                 | 0                 | 14       | 1      | 6           | 1          |
| K. Kraus       | 29       | 2       | 6           | 0          | 1                 | 1                 | 0                 | 0                 | 30       | 3      | 6           | 0          |
| M. Morabet     | 4        | 0       | 0           | 0          | 1                 | 0                 | 0                 | 0                 | 5        | 0      | 0           | 0          |
| L. Oeßwein     | 0        | 0       | 0           | 0          | 0                 | 0                 | 0                 | 0                 | 0        | 0      | 0           | 0          |
| L. Otto        | 0        | 0       | 0           | 0          | 0                 | 0                 | 0                 | 0                 | 0        | 0      | 0           | 0          |
| A. Ouahim      | 16       | 0       | 5           | 0          | 0                 | 0                 | 0                 | 0                 | 16       | 0      | 5           | 0          |
| M. Pourié      | 33       | 11      | 3           | 1          | 1                 | 0                 | 1                 | 0                 | 34       | 11     | 4           | 1          |
| M. Raab        | 4        | 0       | 0           | 0          | 0                 | 0                 | 0                 | 0                 | 4        | 0      | 0           | 0          |
| K. Redondo     | 31       | 5       | 8           | 1          | 0                 | 0                 | 0                 | 0                 | 31       | 5      | 8           | 1          |
| T. Rieder      | 36       | 0       | 7           | 0          | 1                 | 0                 | 1                 | 0                 | 37       | 0      | 8           | 0          |
| M. Ritter      | 34       | 4       | 3           | 0          | 0                 | 0                 | 0                 | 0                 | 34       | 4      | 3           | 0          |
| L. Röser       | 4        | 0       | 1           | 0          | 1                 | 0                 | 0                 | 0                 | 5        | 0      | 1           | 0          |
| D. Schad       | 6        | 0       | 0           | 0          | 1                 | 0                 | 0                 | 0                 | 7        | 0      | 0           | 0          |
| J. Scholz      | 1        | 0       | 1           | 0          | 0                 | 0                 | 0                 | 0                 | 1        | 0      | 1           | 0          |
| M. Senger      | 15       | 1       | 3           | 0          | 0                 | 0                 | 0                 | 0                 | 15       | 1      | 3           | 0          |
| N. Sessa       | 11       | 0       | 1           | 1          | 0                 | 0                 | 0                 | 0                 | 11       | 0      | 1           | 1          |
| C. Sickinger   | 24       | 0       | 1           | 0          | 1                 | 0                 | 0                 | 0                 | 25       | 0      | 1           | 0          |
| S. Skarlatidis | 12       | 0       | 0           | 0          | 1                 | 0                 | 1                 | 0                 | 13       | 0      | 1           | 0          |
| A. Spahic      | 35       | 0       | 2           | 1          | 1                 | 0                 | 0                 | 0                 | 36       | 0      | 2           | 1          |
| L. Spalvis     | 0        | 0       | 0           | 0          | 0                 | 0                 | 0                 | 0                 | 0        | 0      | 0           | 0          |
| J. Weyand      | 0        | 0       | 0           | 0          | 0                 | 0                 | 0                 | 0                 | 0        | 0      | 0           | 0          |
| A. Winkler     | 12       | 0       | 3           | 1          | 0                 | 0                 | 0                 | 0                 | 12       | 0      | 3           | 1          |
| E. Wohlgemuth  | 0        | 0       | 0           | 0          | 0                 | 0                 | 0                 | 0                 | 0        | 0      | 0           | 0          |
| J. Zimmer      | 19       | 0       | 3           | 0          | 0                 | 0                 | 0                 | 0                 | 19       | 0      | 3           | 0          |
| H. Zuck        | 29       | 4       | 6           | 0          | 1                 | 0                 | 0                 | 0                 | 30       | 4      | 6           | 0          |
| H. Çiftçi      | 21       | 1       | 9           | 0          | 1                 | 0                 | 0                 | 0                 | 22       | 1      | 9           | 0          |